# Візерунки долі
«Візерунки долі» — індійський драматичний телесеріал. Прем'єра в Індії відбулася 15 квітня 2014 на телеканалі Zee TV, в Україні — 8 листопада 2019 на телеканалі Бігуді. Концепція серіалу заснована на романі Джейн Остін «Чуття і чуттєвість». В Україні серіал отримав власну розбивку серій.

## Сюжет

### Сезон 1
Серіал розпочинається з історії двох сестер — Праг'ї Арори і Бульбуль Арори. Їхня мати, Сарла Арора, мріє дуже вдало видати своїх дочок заміж. Її мрія здіснюється, Праг'я виходить заміж за рок-зірку Абхішека «Абі» Мехру, а Бульбуль — за його найкращого друга Пураба. В кінці сезону Бульбуль помирає.

### Сезон 2
У другому сезоні Пураб закохується у Дішу і вони одружуються. Подружнє життя Абхі і Праг'ї продовжує зіткатися з багатьма проблемами. Наприкінці сезону Абхі звинувачує Праг'ю в смерті своєї бабусі і проганяє її. Вони розлучаються.

### Сезон 3
Минуло 7 років
Праг'я живе у Лондоні разом з дуже відомим там репером Кінг Сінгхом. У неї є донька Кіара. Минає час і Праг'я з донькою повертаються в Делі. Вона мириться с Абхі. Праг'я народжує двох доньок-близнючок Прачі і Рію. Через інтриги Кіару вбивають. Абхі і Праг'я звинувачують одне одного в смерті доньки. Вони вирішили розлучитися. Праг'я забириє одну з доньок і йде, Абхі залишає собі іншу.

### Сезон 4
Минуло 20 років
Близнючки Прачі та Рія виросли. Прачі вступила до коледжу в Делі, тому разом подругою Шаханою їдуть в місто. Праг'я слідом за донькою теж повертається в Делі. Між Прачі, Рією і сином друга Абхі, Ранбіром утворюється любовний трикутник. Прачі схожа на Праг'ю — мила, турботлива, чесна, тоді як Рія — хитра, егоїстична і надмірно розпещена своєю тіткою Алією.

## Актори та ролі

### Сезон 1 (1-195 серії)
| Актор                                                 | Роль                  | Серії   | Статус                                                                                  |
| ----------------------------------------------------- | --------------------- | ------- | --------------------------------------------------------------------------------------- |
| Шріті Джа                                             | Праг'я Арора Мехра    | 1-195   | Старша дочка Сарли та Рагхувіра. Сестра Бульбуль, Пріти, Шрішти. Дружина Абхі.          |
| Шабір Ахлувалія                                       | Абхішек «Абхі» Мехра  | 1-195   | Син Сантоші та Према. Брат Алії. Чоловік Праг'ї, колишній чоловік Тану                  |
| Шікха Сінгх                                           | Алія Мехра            | 1-195   | Дочка Сантоші та Према, сестра Абхі                                                     |
| Мадхуріма Тулі (з 1 серії) Ліна Джуманім (з 66 серії) | Танушрі «Тану» Мехта  | 1-195   | Найкраща подруга Алії, колишня подруга Абхі                                             |
| Арджіт Танеджа                                        | Пураб Кханн           | 1-195   | Найкращий друг і діловий партнер Абхі, чоловік Бюльбюль                                 |
| Мрунал Тхакур                                         | Бульбуль Пураб Кханна | 1-195   | Третя дочка Сарли та Рагхувіра. Сестра Праг'ї, Пріти і Шрішти. Дружина Пураба. Загинула |
| Супрія Шукла                                          | Сарла Арора           | 1-195   | Вдова Рагхувіра, мати Праг'ї, Пріти, Бульбуль і Шрішти                                  |
| Мадху Раджа                                           | Далжит Арора          | 1-195   | Мати Рагхувіра, бабуся Праг'ї, Пріти, Бульбуль і Шрішти                                 |
| Далджіт Саунд                                         | Далжит Мехра          | 1-195   | Бабуся Абхі, Алії, Раджа і Акаша                                                        |
| Заріна Хан                                            | Інду Дасі             | 1-195   | Бабуся Абхі, Алії, Раджа і Акаша                                                        |
| Радха Ісрані                                          | Сварні Дасі           | 1-195   | Бабуся Абхі, Алії, Раджа і Акаша                                                        |
| Шівані Сопурі                                         | Паммі Мехра           | 1-195   | Дружина Аджая, мати Раджа та Акаша                                                      |
| Аджай Трехан                                          | Аджай Мехра           | 1-195   | Чоловік Паммі, Батько Раджа та Акаша                                                    |
| Анураг Шарма                                          | Радж Мехра            | 1-195   | Син Паммі та Аджая, брат Акаша, чоловік Міталі, батько Нехи                             |
| Самікша Бхатнагар (з 1 серії) Суваті Ананд            | Міталі Мехра          | 1-195   | Дружина Раджа, мати Банті, Баблі та Нехи                                                |
| Анкіт Мохан                                           | Акаш Мехра            | 1-195   | Син Паммі та Аджая, брат Раджа, чоловік Рачни, двоюрідний брат Абхішека та Алії         |
| Адіті Ратхоре                                         | Рачна Мехра           | 1-195   | Сестра Суреша, дружина Акаша                                                            |
| Фейсал Рашид                                          | Суреш Шривастав       | 1-40    | Колишній наречений Праг'ї, брат Рачни                                                   |
| Чару Мехра                                            | Пурві                 | 1- 80   | Дочка Джанкі                                                                            |
| Джасджит Баббар                                       | Джанкі                | 1-195   | Служниця Арора, мати Пурві                                                              |
| Нікхіл Арья                                           | Нікхіл Суда           | 101-105 | Колишній коханий Тану                                                                   |

### Сезон 2 (194—447 серії)
| Актор                      | Роль                 | Статус                                                                         |
| -------------------------- | -------------------- | ------------------------------------------------------------------------------ |
| Шріті Джа                  | Праг'я Арора Мехра   | Старша дочка Сарли та Рагхувіра. Сестра Бульбуль, Пріти, Шрішти. Дружина Абхі. |
| Шабір Ахлувалія            | Абхішек «Абхі» Мехра | Син Сантоші та Према. Брат Алії. Чоловік Праг'ї, колишній чоловік Тану         |
| Шікха Сінгх                | Алія Мехра           | дочка Сантоші та Према, сестра Абхі                                            |
| Ліна Джумані               | Танушрі «Тану» Мехта | Найкраща подруга Алії, колишня дружина Абхі                                    |
| Він Рана                   | Пураб Кханн          | Найкращий друг і діловий партнер Абхі, колишній чоловік Бюльбюль, чоловік Діші |
| Ручі Саварн                | Діша Пураб Кханн     | Друга дружина Пураба                                                           |
| Дірадж Допар               | Каран Лутра          | Друг Абхі                                                                      |
| Маніт Джура                | Рішабх Лутра         | Старший брат Карана                                                            |
| Шраддха Арья               | Пріта Арора          | Сестра Праг'ї, Бульбуль і Шрішті                                               |
| Анджум Факіх               | Шрішті Арора         | Сестра Праг'ї, Бульбуль і Пріти                                                |
| Супрія Шукла               | Сарла Арора          | Вдова Рагхувіра, мати Праг'ї, Пріти, Бульбуль і Шрішти                         |
| Мадху Раджа                | Далжит Арора         | Мати Рагхувіра, бабуся Праг'ї, Пріти, Бульбуль і Шрішти                        |
| Далджіт Саунд              | Далжит Мехра         | Бабуся Абхі, Алії, Раджа і Акаша                                               |
| Заріна Хан                 | Інду Дасі            | Бабуся Абхі, Алії, Раджа і Акаша                                               |
| Радха Ісрані               | Сварні Дасі          | Бабуся Абхі, Алії, Раджа і Акаша                                               |
| Шівані Сопурі              | Паммі Мехра          | Дружина Аджая, мати Раджа та Акаша                                             |
| Аджай Трехан               | Аджай Мехра          | Чоловік Паммі, Батько Раджа та Акаша                                           |
| Анураг Шарма               | Радж Мехра           | син Паммі та Аджая, брат Акаша, чоловік Міталі, батько Нехи                    |
| Суваті Ананд               | Міталі Мехри         | дружина Раджа, мати Банті, Баблі та Нехи                                       |
| Джасджит Баббар            | Джанкі               | служниця Арора, мати Пурві                                                     |
| Нікхіл Арья / Раджат Дахія | Нікхіл Суда          | Колишній коханий Тану                                                          |

### Сезон 3 (448—543 серії)
| Актор             | Роль                 | Серії   | Статус                                                                                       |
| ----------------- | -------------------- | ------- | -------------------------------------------------------------------------------------------- |
| Шріті Джа         | Праг'я Арора Мехра   | 448-543 | Старша дочка Сарли та Рагхувіра. Сестра Бульбуль, Пріти, Шрішти. Дружина Абхі. Мати Кіари    |
| Шабір Ахлувалія   | Абхішек «Абхі» Мехра | 448-543 | Син Сантоші та Према. Брат Алії. Чоловік Праг'ї, колишній чоловік Тану. Батько Кіари         |
| Шікха Сінгх       | Алія Мехра           | 448-543 | дочка Сантоші та Према, сестра Абхі                                                          |
| Ліна Джумані      | Танушрі «Тану» Мехта | 448-543 | Найкраща подруга Алії, колишня дружина Абхі                                                  |
| Він Рана          | Пураб Кханн          | 448-543 | Найкращий друг і діловий партнер Абхі, колишній чоловік Бюльбюль, чоловік Діші, батько Санні |
| Ручі Саварн       | Діша Пураб Кханн     | 448-543 | Друга дружина Пураба, мама Санні                                                             |
| Мішал Рахеджа     | Кінг Сінгх           | 448-543 | Репер із Великої Британії, колишній бос Прагії, дуже її кохав                                |
| Каурвакі Васістха | Кіара Мехра (Арора)  | 448-543 | Старша дочка Абхі і Праг'ї, старша сестра Прачі та Реї                                       |
| Ведаанш Джаджу    | Санні Кханн          | 448-543 | Син Пураб і Діші                                                                             |
| Заріна Хан        | Інду Дасі            | 448-543 | Бабуся Абхі, Алії, Раджа і Акаша                                                             |
| Радха Ісрані      | Сварні Дасі          | 448-543 | Бабуся Абхі, Алії, Раджа і Акаша                                                             |
| Шівані Сопурі     | Паммі Мехра          | 448-543 | Дружина Аджая, мати Раджа та Акаша                                                           |
| Аджай Трехан      | Аджай Мехра          | 448-543 | Чоловік Паммі, Батько Раджа та Акаша                                                         |
| Анураг Шарма      | Радж Мехра           | 448-543 | син Паммі та Аджая, брат Акаша, чоловік Міталі, батько Нехи                                  |
| Суваті Ананд      | Міталі Мехри         | 448-543 | дружина Раджа, мати Банті та Нехи                                                            |
| Річа Ратор        | Неха «Баблі» Мехри   | 448-543 | Дочка Міталі та Раджа, дружина Таруна                                                        |
| Абір Аділь        | Тарун                | 457-543 | Двоюрідний брат Сінгха, чоловік Нехи                                                         |
| Рома Балі         | Мати Таруна          | 457-543 | тітка Сінгха                                                                                 |
| Шаад Рандхава     | Нікхіл Суда          | 448-543 | Колишній коханий Тану                                                                        |

### Сезон 4 (544- серії
| Актор                        | Роль                                 | Статус |
| ---------------------------- | ------------------------------------ | --- |
| Шріті Джа                    | Праг'я Арора Мехра                   | Старша дочка Сарли та Рагхувіра. Сестра Бульбуль, Пріти, Шрішти. Дружина Абхі. Мати Кіари, Прачі та Реї                                 |
| Шабір Ахлувалія              | Абхішек «Абхі» Мехра                 | Син Сантоші та Према. Брат Алії. Чоловік Праг'ї, колишній чоловік Тану. Батько Кіари, Прачі та Реї                                      |
| Мугда Чафекар                | Прачі Арора Колі (також Прачі Мехра) | Друга дочка Праг'ї та Абхі, сестра Кіари та Реї, дружина Ранбір                                                                         |
| Крішна Каул                  | Ранбір Колі                          | Син Паллаві та Вікрама, старший брат Мішті, молодший двоюрідний брат Сіда, колишній наречений Реї, чоловік Прачі                        |
| Найна Сінгх / Пуджа Банерджі | Рія Мехра                            | Молодша дочка Праг'ї та Абхі, сестра Кіари і Прачі                                                                                      |
| Шікха Сінгх                  | Алія Мехра                           | Дочка Сантоші та Према, сестра Абхі, дружина Пураба, мати Ар'яна                                                                        |
| Ліна Джумані                 | Танушрі «Тану» Мехта                 | Найкраща подруга Алії, колишня дружина Абхі                                                                                             |
| Він Рана                     | Пураб Кханн                          | Найкращий друг і діловий партнер Абхі, колишній чоловік Бульбуль та Діші, чоловік, батько Санні та Ар'яна                               |
| Ручі Саварн                  | Діша Пураб Кханн                     | Друга дружина Пураба, мама Санні |
| Мехул Каджаріа               | Вікрам Колі                          | Старший син Далджіт, брат Аруна, чоловік Паллаві, батько Ранбіра і Мішті, дядько/усиновлювач Сіда, колишній друг і діловий партнер Абхі |
| Кьяаті Кесвані               | Паллаві Колі                         | дружина Вікрама, мати Ранбіра і Мішті, тітка Сіда / прийомна мати                                                                       |
| Кіран Бхаргава               | Далджіт Колі                         | мати Вікрама і Аруна, бабуся Ранбіра, Мішті та Сіда                                                                                     |
| Апарна Мішра                 | Шахана Шарма                         | названа «племінниця» Праг'ї, найкраща подруга і «сестра» Прачі                                                                          |
| Заріна Хан                   | Інду Дасі                            | Бабуся Абхі, Алії, Раджа і Акаша |
| Аша Шарма                    | Сварні Дасі                          | Бабуся Абхі, Алії, Раджа і Акаша |
| Шівані Сопурі                | Паммі Мехра                          | Дружина Аджая, мати Раджа та Акаша |
| Аджай Трехан                 | Аджай Мехра                          | Чоловік Паммі, Батько Раджа та Акаша |
| Анураг Шарма                 | Радж Мехра                           | Син Паммі та Аджая, брат Акаша, чоловік Міталі, батько Нехи                                                                             |
| Суваті Ананд                 | Міталі Мехри                         | Дружина Раджа, мати Банті та Нехи |
| Ашлеша Савант                | Міра                                 | Прийомна мама Реї та колишня наречена Абхі                                                                                              |
| Зішан Хан                    | Ар'ян Ханн                           | Син Алії та Пураба, зведений брат Санні, найкращий друг Ранбіра                                                                         |
| Пуджа Сінгх                  | Мішті Колі                           | Дочка Вікрама і Паллаві, сестра Ранбіра                                                                                                 |
| Ніна Чіма                    | Саріта Бен                           | Жінка з Гуджараті, яка дала притулок Праг'ї, бабуся Ріші по материнській лінії                                                          |
| Гаутам Найн                  | Ріші Дхавал                          | Онук Саріти, друг Прачі і Шахани, співробітник Пураба                                                                                   |
| Каджал Чаухан                | Пріянка Рейн                         | Дочка друга Абхі, одержима коханням до Ріші                                                                                             |
| Манмохан Тіварі              | Санджу (Рохіт Гілл)                  | Хлопець з Хошіарпура, нав'язує своє кохання Прачі                                                                                       |
| Ашвіні Тобе                  | Дімпі                                | подруга Реї |
| Шивалі Чоудрі                | Шаїна                                | подруга Реї |

## Трансляція в Україні
| День тижня                                                    | Телеканал | Час                                      | Сезон                  | Дата трансляції                                |
| ------------------------------------------------------------- | --------- | ---------------------------------------- | ---------------------- | ---------------------------------------------- |
| Понеділок, Вівторок, Середа, Четвер, П'ятниця, Субота, Неділя | Бігуді    | 22:00                                    | 1                      | 20 листопада 2019 року по 22 березня 2020 року |
| Понеділок, Вівторок, Середа, Четвер, П'ятниця                 | Бігуді    | 14:00, 13:20, 15:10, 15:45, 16:50, 15:30 | 2, 3, перша половина 4 | 1 лютого 2021 року — 29 травня 2022 року       |
| Понеділок, Вівторок, Середа, Четвер, П'ятниця                 | Бігуді    | 15:00, 11.00                             | 1 (1-70 серій)         | З 13 лютого по 19 травня 2023 року             |
| Понеділок, Вівторок, Середа, Четвер, П'ятниця                 | Бігуді    | 12:00, 12:40, 10:50, 9:30                | 3 (448-522 серії)      | З 18 вересня по 29 грудня 2023 року            |